# Woburn Abbey
Woburn Abbey é um palácio inglês, localizado nas próximidades de Woburn, Bedfordshire, sendo uma propriedade privada do Duque de Bedford e a localização do Woburn Safari Park.

## Antes do Século XX
Woburn Abbey foi dada a John Russell, 1º Conde de Bedford, por Henrique VIII e tornou-se a propriedade do Duque de Bedford, chefe da família Russell. A abadia foi amplamente reconstruida pelos arquitectos Henry Flitcroft e Henry Holland, para John Russell, 4º Duque de Bedford, durante o século XVIII. Anna Maria, a esposa de Francis Russell, 7º Duque de Bedford, originou o ritual do chá da tarde, no século XIX.

## De 1945 à década de 1970
Depois da Segunda Guerra Mundial, foi descoberta podridão, e metade de Woburn Abbey foi subsequentemente demolida. Quando Hastings Russell, 12º Duque de Bedford morreu, em 1953, o seu filho, John Russell, foi exposto a pesados encargos de sucessão e o palácio meio-demolido. Em vez de entregar as propriedades da família ao Instituto Nacional dos Locais de Interesse Histórico ou Beleza Natural manteve a sua posse e abriu-as ao público pela primeira vez em 1955. Ganhou popularidade em pouco tempo, tendo sido adicionados outros divertimentos, incluindo o Woburn Safari Park nos terrenos, em 1970. Questionado sobre os comentários pouco favoráveis de outros aristocratas quando transformou a casa de família num parque de safáris, o 13º Duque de Bedford disse: "Não aprecio o desprezo da nobreza, mas é melhor ser olhado para baixo que olhado para fora."

## Da década de 1970 a 2003

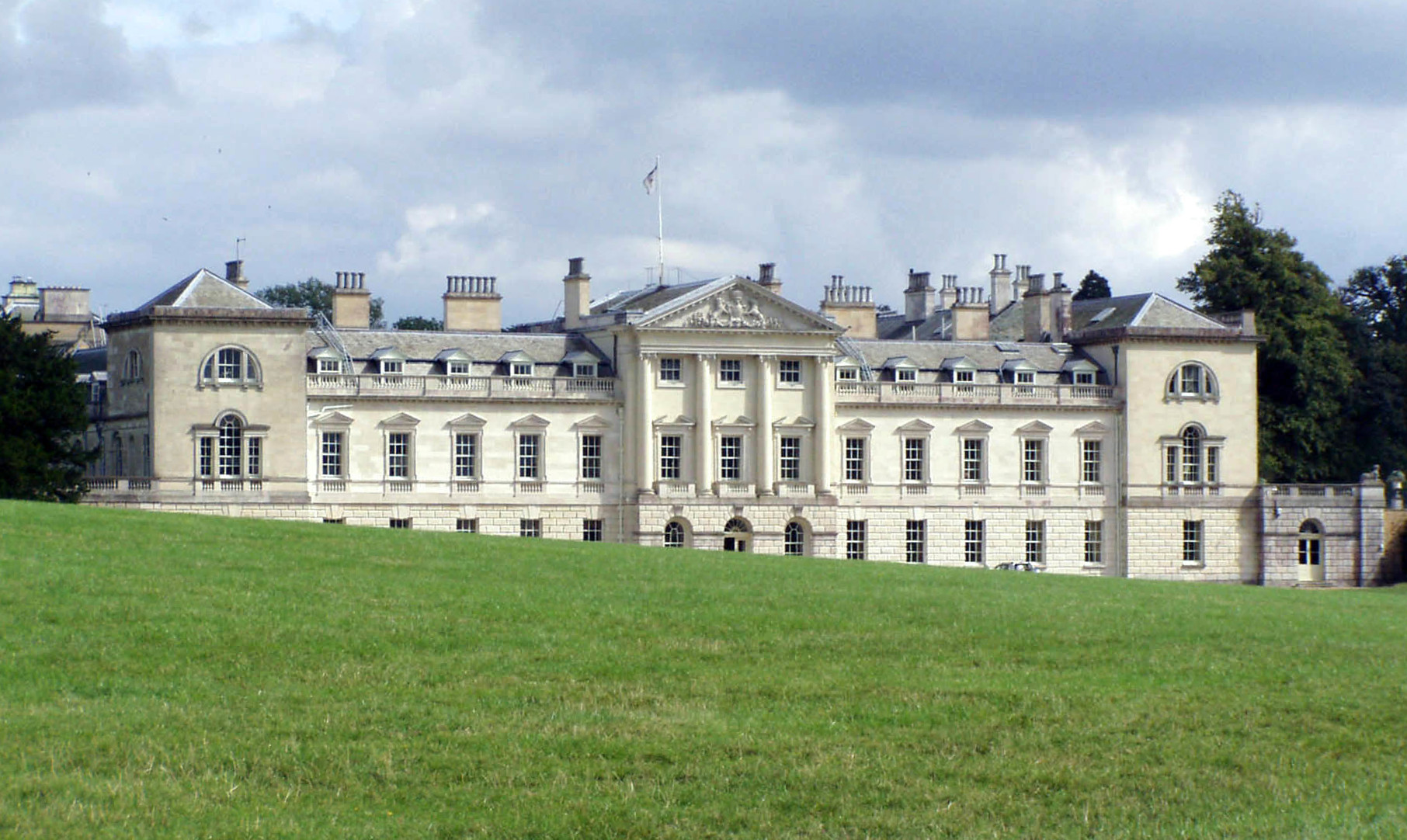
A fachada Oeste de Woburn Abbey.

O 13º Duque de Bedford mudou-se para Monte Carlo na década de 1970. O seu filho Robin, que desfrutou do título de cortesia de Marquês de Tavistock, refugiou-se em Woburn Abbey com a sua esposa, a Marquesa, durante a ausência do seu pai. 
Em 1970, Lucio Fulci filmou aqui cenas de A Lizard in a Woman's Skin. Em Maio de 1973, cenas de Coronation Street tiveram lugar no palácio e foi retratado um camafeu do 13º Duque. Ele representou o seu próprio papel cumprimentando os personagens: um deles, Hilda Ogden, ficou muito impressionada com a sala Canney-Letty.
No início da década de 1990, o Marquês e o Tussauds Group planearam tornar a propriedade num grande parque de diversões, com a ajuda de John Wardley, criador das montanhas-russas "Nemesis" e "Oblivion". De qualquer forma,  Tussauds comprou o parque de diversões Alton Towers e construiu uma lá.
Ainda na década de 1990, o Marquês e a Marquesa, Henrietta Joan Tiarks, antes do casamento, estiveram na série "Country House", da BBC, detalhando a vida e movimento de Woburn Abbey.
O Marquês de Tavistock passou a ser Robin Russell, 14º Duque de Bedford, após a morte do seu pai, em Novembro de 2002, em Santa Fé, Estados Unidos. O 14º Duque foi o mais curto detentor do ducado e morreu em Junho de 2003.

## De 2003 ao presente
O filho de Robin Russell, Andrew Ian Henry Russell, tornou-se 15º Duque de Bedford após a morte de seu pai, e continua o trabalho desse na manutenção da propriedade Woburn Abbey.